# 千歳橋 (大阪市)

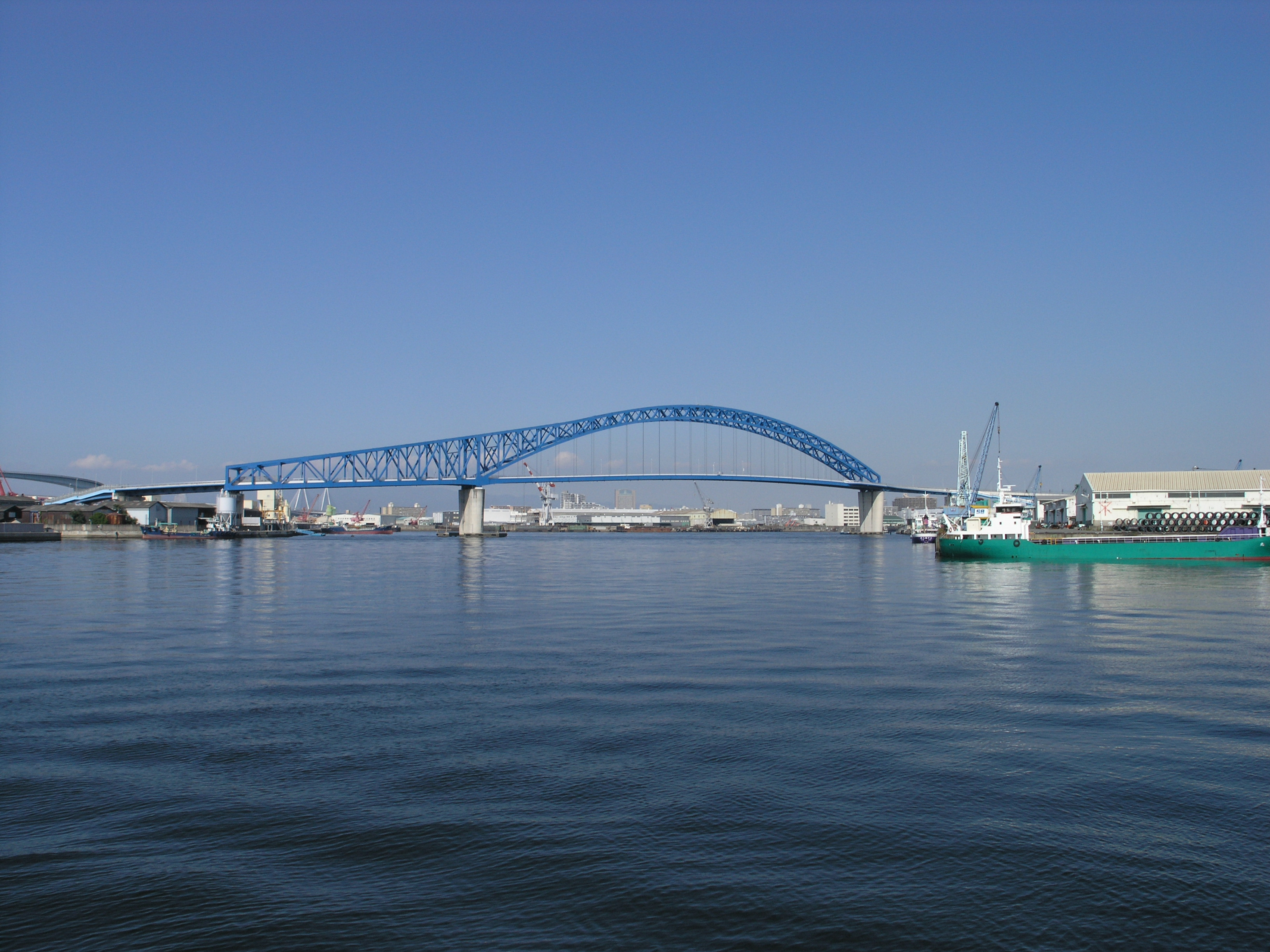
千歳橋

千歳橋（ちとせばし）は、大阪市大正区の大正内港に架かる橋。2003年（平成15年）4月開通し、土木学会田中賞を受賞した。
千歳橋は、大正区鶴町〜同 北恩加島間への架橋により、市内中心部への交通を遠回りせざるを得なかった鶴町地区の交通の便を改善するとともに、大正通の交通混雑を緩和する目的で設置された。 大浪通を延長する形で架橋され、大正通の終端に接続している。
主橋梁部はアーチ橋とトラス橋が融合した2径間連続非対称ブレースドリブアーチ橋であり、鮮やかな青色に塗られている。

## 概要
- 発注者 : 大阪市建設局
- 竣工年月 : 2003年5月
- 形式 : ブレースドリブアーチ橋（2径間連続非対称）
- 橋長 : 365m
- 最大支間長 : 約260m + 105m
- 車道幅員 : 約7.0〜8.8m（2車線）
- 歩道幅員 : 約3.0m

## 初代・千歳橋

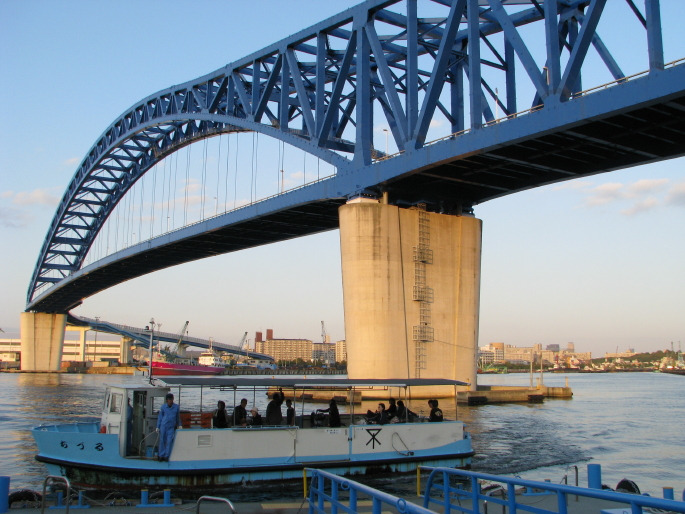
千歳橋復活後も存続している渡船

2003年に完成した千歳橋は2代目である。大正時代から昭和時代にかけて、初代の千歳橋が架けられていた。初代千歳橋は1922年に架けられ、鶴町と対岸の新千歳町を結んでいた。
しかし大正内港の建設工事のため、初代千歳橋は1957年に撤去された。なお、当時対岸だった新千歳町は、町の大半が内港の中に沈んでいる。
初代千歳橋撤去の代替として千歳渡船場が開設され、歩行者や自転車の移動に供されている。2003年に開通した千歳橋は海面からの高さが28メートルあり、歩行者や自転車の利用には不便なことから、渡船は橋開通後も存続されている。

## 大正区ファミリージョギング大会
北村南公園から千歳橋までの往復約3kmのコースを走る大正区ファミリージョギング大会が2006年より毎年行われている。大会の行われる間、浪速鶴町線北村3丁目交差点〜千歳橋南交差点が規制区間となり、大阪シティバスの87号系統は一部区間で運休する。